# 黃文益
黃文益（英語：Hwang Wen-yi，臺羅：N̂g Bŭn-ek，1976年6月2日—），現任高雄市議員、民主進步黨高雄市黨部主委，臺灣民主進步黨籍政治人物。2020年獲高雄市公民監督公僕聯盟評鑑為問政優質議員。

## 簡介
高雄師大附中、中山醫學院、高雄大學碩士班，高雄師大博士班，曾擔任過趙天麟的服務處執行長，有十多年的政壇助理經歷。投入高雄市議員選戰，於黨內初選民調中出線，加上自稱「防蚊液」的幽默諧音，頗符合在地高知識份子的標準，是出線的主因之一。2018年黨內初選獲勝，獲民進黨提名為高雄市議員候選人，並順利當選。
2019年5月，由於與高雄市長韓國瑜針鋒相對，被一名支持韓國瑜的林姓男子公開辱罵為「貪污共犯」，黃文益立刻提告，但在該林姓男子道歉後，黃文益決定原諒、撤告。
2019年9月黃文益用影片諷刺韓國瑜「落跑選總統」。卻惹得議長許崑源不滿，教訓道：「這裡是議事廳，不是打架的地方，小聲一點！」當下黃文益馬上表示：「好，我的音量會放低！」許崑源還加碼繼續罵：「有時候要做戲，稍微就好，有照相照到，這樣就有看到了，不要作秀作得過頭！」遭外界質疑，對許崑源的干擾質詢，黃文益為甚麼不抗議？對此黃文益表示，「不管是不是做秀，民眾自有判斷，但是每個議員，包括我，都問心無愧，秉持良知來問政，問政會有一些其他方式，我覺得身為議長身經百戰，更應該尊重議員問政的方法，而不是為了護航韓國瑜就說別人在做秀」。又有網友提出了許崑源議會內大聲咆哮怒罵陳菊的影片，對許崑源大加諷刺。

## 選舉紀錄
| 年度 | 選舉屆數             | 選舉區           | 所屬政黨   | 得票數 | 得票率 | 當選標記 | 備註 |
| ---- | -------------------- | ---------------- | ---------- | ------ | ------ | -------- | ---- |
| 2018 | 第三屆高雄市議員選舉 | 高雄市第八選舉區 | 民主進步黨 | 21,675 | 14.43% |          |      |
| 2022 | 第四屆高雄市議員選舉 | 高雄市第八選舉區 | 民主進步黨 | 19,810 | 17.03% |          |      |

## 外部連結
- 益起打拚－黃文益的Facebook專頁